# Vicesgerent
Vicesgerent (Wicesgerent, Locum tenens seu Vices gerens noster) – urząd namiestnika królewskiego na Mazowszu, powstały w 1527 lub 1528.
Tytuł ten był równoznaczny z godnością wojewody mazowieckiego.
W 1526 roku Księstwo mazowieckie zostało inkorporowane do Królestwa Polskiego. Urząd vicesgerenta zlikwidowano na sejmie koronacyjnym w 1576 roku.
Stanowisko to zajmowali kolejno:
- Feliks z Brzezia
- Wawrzyniec Belina Prażmowski
- Jan Brodzic Łoski
- Stanisław Dołęga Grad Szreński
- Piotr Kacper Poraj Goryński
- Jan Sulima Gamrat
- Jan Dzierzgowski
- Stanisław Ławski

Po śmierci Stanisława Ławskiego (w 1574 roku), w czasie trwania bezkrólewia, szlachta mazowiecka wybrała samodzielnie na stanowisko vicesgerenta Stanisława Radzimińskiego.
Tego wyboru nie potwierdził nowo obrany monarcha. Stefan Batory usunął ze stanowiska Radzimińskiego, a na jego miejsce powołał Stanisława Kryskiego.
Na sejmie koronacyjnym w 1576 roku zwrócono się do króla, aby zaniechał nadawania tytułu vicesgerenta wojewodzie mazowieckiemu. Tak też się stało i po 49 latach tytuł ten przestał funkcjonować.

## Dodatkowa informacja
Vicesgerentem, tytułowano również podstarościch – urzędników grodzkich i ziemskich, posiadających uprawnienia zastępcy starosty.
Funkcjonowanie tego tytułu na terenach występowania żup solnych miało uzasadnienie w tym, że kopalnie soli należały do regaliów królewskich. Tak więc osobą nimi zarządzającą był starosta lub podstarości, gospodarujący w imieniu właściciela, którym był sam monarcha.
Kasper Niesiecki w swoich pracach wymienia tak tytułowanego:
- Michała Czaplickiego herbu Kotwicz – vicesgerenta chęcińskiego, sprawującego urząd w 1778 roku[2]

Seweryn Uruski w swoim herbarzu wspomina:
- Stanisława Kura v. Kurakowskiego herbu Kur – vicesgerenta chęcińskiego, sprawującego urząd żupnika w 1744 roku, właściciela stanowisk żupnych[3]

W „Materiałach Komisji Nauk Historycznych”, T. 10–11, s. 178 wymieniany jest:
- Ignacy Grabowski – vicesgerent grodzki chęciński, sprawujący urząd w 1784 roku[4]